# Kulturpropositionen 1974
1974 års kulturproposition, (proposition 1974:28), fick stor genomslagskraft för svensk kulturpolitik under lång tid. Nyckelbegrepp i propositionen var yttrandefrihet, decentralisering, jämlikhet, konstnärlig förnyelse och vård av kulturarvet.
Propositionen hade utarbetats av Utbildningsdepartementet och lades fram av statsrådet Bertil Zachrisson.
Propositionen formulering om att "motverka kommersialismens negativa verkningar inom kulturområdet" orsakade lång politisk oenighet och slopades som mål i kulturpropositionen 2009. 

## Bakgrund
Första gången den svenska kulturpolitiken utreddes i sin helhet var i rapporten Ny kulturpolitik som presenterades 1972. Även om de kulturpolitiska mål som då föreslogs reviderades något innan den första verkligt övergripande kulturpolitiska propositionen presenterades för Sveriges riksdag 1974, så var det denna utrednings syn på kultur och politik som skulle prägla svensk kulturpolitik för decennier framåt. Denna sammanfattas kanske bäst i den formulering som utredningen föreslog som övergripande mål för den statliga svenska kulturpolitiken: "att medverka till att skapa en bättre samhällsmiljö och bidra till jämlikhet." Kulturpolitiken skulle således sättas i samhällets tjänst. Samhället uppfattades emellertid vid denna tid som självklart synonymt med den offentliga sektorn. Lika självklart var det att det var staten som var förebilden för kommunernas och landstingens verksamhet och att det var den som också skulle samordna kulturpolitiken och, åtminstone i viss utsträckning, finansiera dess utbyggnad.[källa behövs]
Även om utredningen bakom Ny kulturpolitik – den utredning som antagit namnet Kulturrådet (ej att förväxla med den senare grundade myndigheten Kulturrådet) – talade sig varm för ett brett "sociologiskt" kulturbegrepp valde man att inte använda sig av detta i sitt arbete utan istället definiera kulturområdet som ett antal specifika offentliga åtgärder och institutioner som man sedan arbetade för att samla ihop som ett särskilt politikområde under utbildningsdepartementet (utredningen Kulturrådet föreslog inrättandet av ett särskilt kulturdepartement, men detta realiserades inte den gången). I realiteten innebar detta att kulturpolitik blev ett samlingsbegrepp för ett antal verksamheter som redan ingick i utbildningsdepartementets område, men som inte direkt tillhörde något annat av de redan existerande områdena forskning, utbildning eller Svenska kyrkan. Till detta försökte man sedan överföra liknande verksamheter som då sorterade under andra departement. Kulturrådet behandlade således konstarterna, kulturarvsfrågorna och massmedia, samt dessutom de delar av folkbildningen som man uppfattade som kulturverksamhet. Den senare kategorin var av central betydelse eftersom utredningens förslag till stor del vilade på den kulturpolitiska debatt som förts under det föregående decenniet och denna åtminstone inom arbetarrörelsen i stor utsträckning formats av personer som formats inom folkbildningsrörelsen och bildningsförbunden. Ur deras perspektiv skulle kulturpolitik handla om att bilda folket och därmed lyfta upp arbetarklassen till en andlig nivå där den kunde anses värdig att delta i rikets styre.[källa behövs]
De flesta av de institutioner som inordnades i den statliga kulturpolitiken hade emellertid redan då en ofta mycket lång egen historia (se ovan). Följaktligen utgjordes det nya kulturområdet av en mängd synnerligen olika verksamheter som alla präglades av den tid då de tillkommit. Kulturområdet inkluderade således kungliga akademier, stiftelser instiftade av staten och av privatpersoner, föreningar, aktiebolag och myndigheter. I vissa fall kombinerades de olika formerna dessutom i olika konstellationer; riksantikvarien var således även sekreterare i Kungliga Vitterhets Historie och Antikvitets Akademien. Även historiska museet var underordnat dessa huvudmän.
Det var emellertid inte de historiskt orienterade institutionerna som stod i fokus för Kulturrådets arbete. På det området förlitade man sig i själva verket nästan helt på en annan utredning (1965 års musei- och utställningssakkunniga). Istället var det konstformerna – och kanske framförallt konstnärerna själva – som uppfattades som kulturpolitikens kärna. På konstsidan utgjordes statens insatser dels av ett antal institutioner och dels av en mängd olika stödordningar som vuxit fram under lika skilda former. Vissa av dessa var på olika sätt knutna till det upphovsrättsliga tänkande som vuxit fram på 1800-talet. De var emellertid inte rent upphovsrättsliga i den meningen att de byggde på den enskilde upphovsmannens rätt till resultatet av sitt eget arbete. Istället hade de det gemensamt att de inriktades på att på olika sätt stödja de mest kvalitativa insatserna av svenska kulturskapare vars livssituation man föresatt sig att förbättra. Dels inskränkte man sig alltså till Sverige och dels vägleddes man av det kulturpolitiska målet att stödja konstnärerna (i vid mening) eftersom dessa uppfattades som en garant för konstens kvalitet. Eftersom förekomsten av kvalitativ konst togs för given men aldrig definierades blev det avgörande vilka som utsågs att bedöma den – och de bedömargrupper som tillsats dominerades i de flesta fall av representanter för kulturarbetarna själva. Kvaliteten definierades således i ett korporativt sammanhang. Det var denna kvalitativa kultur som nu i folkbildningens anda skulle föras ut till alla samhällsklasser och alla delar av landet.[källa behövs]
Denna kvalitativa kultur innefattade emellertid inte alla landets kultyttringar. Till exempel så skilde man tydligt mellan å ena sidan den kvalitativa litteratur som producerades av författarförbundets medlemmar och publicerades på seriösa förlag, och å andra sidan den "kiosklitteratur" som salufördes via andra kanaler och som producerades av mindre erkända författare. På liknande sätt försökte man föra ut kvalitativ teater och musik till folket och skydda dem från den kommersiella kulturindustrins produkter. I de kulturpolitiska mål som presenterades 1974 sades ingenting om kvalitet, däremot uttalade regering och riksdag som ett centralt mål att "kulturpolitiken skall motverka kommersialismens negativa verkningar inom kulturområdet." Detta relaterade dels till konstnärlig kvalitet men låg också i sjuttiotalets anda i vidare mening: många skulle ha föredragit en ännu mer långtgående formulering där kulturpolitiken använts för att bekämpa kommersialismens negativa verkningar inte bara på kulturområdet utan även i samhället i stort. Att kvalitativ kultur också var – eller åtminstone borde vara – offentligfinansierad och gärna gratis blev däremot en grundsten i 1970-talets kulturpolitik.[källa behövs]
Den nya kulturpolitikens flaggskepp skulle bli den geografiska spridningen kvalitativ kultur i hela landet. Grundprincipen blev att varje län skulle utrustas med motsvarigheter till de centrala statliga kulturinstitutionerna i form av länsteater, länsbibliotek, länsmuseum, länsarkiv osv. De flesta av dessa institutioner fanns redan i många län. Liksom på riksnivån varierade dock verksamhetsformerna, särskilt när det gällde länsmuseerna och de teatrar som nu upphöjdes till länsteatrar. Även om de olika institutionerna hade olika bakgrund lyckades man dock bygga ut verksamheterna så att de täckte större delen av landet. Att döma av den kartläggning som genomfördes av 1993 års kulturutredning var spridningen av den högre kulturen till nya grupper i samhället emellertid mindre framgångsrik, om än inte helt befriad från goda resultat.[källa behövs]

## Kulturpolitiska mål
De kulturpolitiska målen enligt regeringens och riksdagens beslut 1974:
- att medverka till att skydda yttrandefriheten och skapa reella förutsättningar för att denna frihet skall kunna utnyttjas,
- att ge människor möjligheter till egen skapande aktivitet och främja kontakt mellan människor,
- att motverka kommersialismens negativa verkningar inom kulturområdet,
- att främja en decentralisering av verksamhet och beslutsfunktioner inom kulturområdet,
- att i ökad utsträckning utformas med hänsyn till eftersatta gruppers erfarenheter och behov,
- att möjliggöra konstnärlig och kulturell förnyelse,
- att garantera att äldre tiders kultur tas till vara och levandegörs,
- att främja ett utbyte av erfarenheter och idéer inom kulturområdet över språk- och nationsgränserna.